# Grand Prix Monako 2023
Grand Prix Monako 2023, oficjalnie Formula 1 Grand Prix de Monaco 2023 – szósta runda Mistrzostw Świata Formuły 1 w sezonie 2023. Grand Prix odbyło się w dniach 26–28 maja 2023 na torze Circuit de Monaco w Monte Carlo. Wyścig, po starcie z pole position, wygrał Max Verstappen (Red Bull Racing), a na podium kolejno stanęli Fernando Alonso (Aston Martin Aramco) oraz Esteban Ocon (Alpine).

## Lista startowa
| Nr          | Kierowca         | Zespół                                | Samochód                          | Silnik              | Opony |
| ----------- | ---------------- | ------------------------------------- | --------------------------------- | ------------------- | ----- |
| 1           | Max Verstappen   | Oracle Red Bull Racing                | Red Bull RB19                     | Honda RBPTH001      | P     |
| 2           | Logan Sargeant   | Williams Racing                       | Williams FW45                     | Mercedes-AMG F1 M14 | P     |
| 4           | Lando Norris     | McLaren F1 Team                       | McLaren MCL60                     | Mercedes-AMG F1 M14 | P     |
| 10          | Pierre Gasly     | BWT Alpine F1 Team                    | Alpine A523                       | Renault E-Tech RE23 | P     |
| 11          | Sergio Pérez     | Oracle Red Bull Racing                | Red Bull RB19                     | Honda RBPTH001      | P     |
| 14          | Fernando Alonso  | Aston Martin Aramco Cognizant F1 Team | Aston Martin AMR23                | Mercedes-AMG F1 M14 | P     |
| 16          | Charles Leclerc  | Scuderia Ferrari                      | Ferrari SF-23                     | Ferrari 066/10      | P     |
| 18          | Lance Stroll     | Aston Martin Aramco Cognizant F1 Team | Aston Martin AMR23                | Mercedes-AMG F1 M14 | P     |
| 20          | Kevin Magnussen  | MoneyGram Haas F1 Team                | Haas VF-23                        | Ferrari 066/10      | P     |
| 21          | Nyck de Vries    | Scuderia AlphaTauri                   | AlphaTauri AT04                   | Honda RBPTH001      | P     |
| 22          | Yūki Tsunoda     | Scuderia AlphaTauri                   | AlphaTauri AT04                   | Honda RBPTH001      | P     |
| 23          | Alexander Albon  | Williams Racing                       | Williams FW45                     | Mercedes-AMG F1 M14 | P     |
| 24          | Zhou Guanyu      | Alfa Romeo F1 Team Stake              | Alfa Romeo C43                    | Ferrari 066/10      | P     |
| 27          | Nico Hülkenberg  | MoneyGram Haas F1 Team                | Haas VF-23                        | Ferrari 066/10      | P     |
| 31          | Esteban Ocon     | BWT Alpine F1 Team                    | Alpine A523                       | Renault E-Tech RE23 | P     |
| 44          | Lewis Hamilton   | Mercedes-AMG Petronas F1 Team         | Mercedes-AMG F1 W14 E Performance | Mercedes-AMG F1 M14 | P     |
| 55          | Carlos Sainz Jr. | Scuderia Ferrari                      | Ferrari SF-23                     | Ferrari 066/10      | P     |
| 63          | George Russell   | Mercedes-AMG Petronas F1 Team         | Mercedes-AMG F1 W14 E Performance | Mercedes-AMG F1 M14 | P     |
| 77          | Valtteri Bottas  | Alfa Romeo F1 Team Stake              | Alfa Romeo C43                    | Ferrari 066/10      | P     |
| 81          | Oscar Piastri    | McLaren F1 Team                       | McLaren MCL60                     | Mercedes-AMG F1 M14 | P     |
| Źródło: FIA |                  |                                       |                                   |                     |       |

## Wyniki

### Zwycięzcy sesji treningowych
| Sesja       | Nr | Kierowca         | Konstruktor     | Czas     | Okr. |
| ----------- | -- | ---------------- | --------------- | -------- | ---- |
| 1           | 55 | Carlos Sainz Jr. | Ferrari         | 1:13,372 | 26   |
| 2           | 1  | Max Verstappen   | Red Bull Racing | 1:12,462 | 30   |
| 3           | 1  | Max Verstappen   | Red Bull Racing | 1:12,776 | 19   |
| Źródło: FIA |    |                  |                 |          |      |

### Kwalifikacje
| P                    | Nr | Kierowca         | Konstruktor                  | Czasy w kwalifikacjach | Czasy w kwalifikacjach | Czasy w kwalifikacjach | Poz. s. |
| P                    | Nr | Kierowca         | Konstruktor                  | Q1                     | Q2                     | Q3                     | Poz. s. |
| -------------------- | -- | ---------------- | ---------------------------- | ---------------------- | ---------------------- | ---------------------- | ------- |
| 1                    | 1  | Max Verstappen   | Red Bull Racing-Honda RBPT   | 1:12,386               | 1:11,908               | 1:11,365               | 1       |
| 2                    | 14 | Fernando Alonso  | Aston Martin Aramco-Mercedes | 1:12,886               | 1:12,107               | 1:11,449               | 2       |
| 3                    | 16 | Charles Leclerc  | Ferrari                      | 1:12,912               | 1:12,103               | 1:11,471               | 6       |
| 4                    | 31 | Esteban Ocon     | Alpine-Renault               | 1:12,967               | 1:12,248               | 1:11,553               | 3       |
| 5                    | 55 | Carlos Sainz Jr. | Ferrari                      | 1:12,717               | 1:12,210               | 1:11,630               | 4       |
| 6                    | 44 | Lewis Hamilton   | Mercedes                     | 1:12,872               | 1:12,156               | 1:11,725               | 5       |
| 7                    | 10 | Pierre Gasly     | Alpine-Renault               | 1:13,033               | 1:12,169               | 1:11,933               | 7       |
| 8                    | 63 | George Russell   | Mercedes                     | 1:12,769               | 1:12,151               | 1:11,964               | 8       |
| 9                    | 22 | Yūki Tsunoda     | AlphaTauri-Honda RBPT        | 1:12,642               | 1:12,249               | 1:12,082               | 9       |
| 10                   | 4  | Lando Norris     | McLaren-Mercedes             | 1:12,877               | 1:12,377               | 1:12,254               | 10      |
| 11                   | 81 | Oscar Piastri    | McLaren-Mercedes             | 1:13,006               | 1:12,395               |                        | 11      |
| 12                   | 21 | Nyck de Vries    | AlphaTauri-Honda RBPT        | 1:13,054               | 1:12,428               |                        | 12      |
| 13                   | 23 | Alexander Albon  | Williams-Mercedes            | 1:12,706               | 1:12,527               |                        | 13      |
| 14                   | 18 | Lance Stroll     | Aston Martin Aramco-Mercedes | 1:12,722               | 1:12,623               |                        | 14      |
| 15                   | 77 | Valtteri Bottas  | Alfa Romeo-Ferrari           | 1:13,038               | 1:12,625               |                        | 15      |
| 16                   | 2  | Logan Sargeant   | Williams-Mercedes            | 1:13,113               |                        |                        | 16      |
| 17                   | 20 | Kevin Magnussen  | Haas-Ferrari                 | 1:13,270               |                        |                        | 17      |
| 18                   | 27 | Nico Hülkenberg  | Haas-Ferrari                 | 1:13,279               |                        |                        | 18      |
| 19                   | 24 | Zhou Guanyu      | Alfa Romeo-Ferrari           | 1:13,523               |                        |                        | 19      |
| 20                   | 11 | Sergio Pérez     | Red Bull Racing-Honda RBPT   | 1:13,850               |                        |                        | 20      |
| 107% czasu: 1:17,453 |    |                  |                              |                        |                        |                        |         |
| Źródło: FIA          |    |                  |                              |                        |                        |                        |         |

Uwagi
1. ↑  Charles Leclerc zakwalifikował się na trzecim miejscu, ale otrzymał karę cofnięcia o 3 pozycje za zablokowanie Landa Norrisa w trzeciej części kwalifikacji[6].

### Wyścig
| P           | Nr | Kierowca         | Konstruktor                     | Okr. | Czas         | Start | +/−       | Punkty |
| ----------- | -- | ---------------- | ------------------------------- | ---- | ------------ | ----- | --------- | ------ |
| 1           | 1  | Max Verstappen   | Red Bull Racing-Honda RBPT      | 78   | 1:48:51,980  | 1     | Bez zmian | 25     |
| 2           | 14 | Fernando Alonso  | Aston Martin Aramco-Mercedes    | 78   | +27,921      | 2     | Bez zmian | 18     |
| 3           | 31 | Esteban Ocon     | Alpine-Renault                  | 78   | +36,990      | 3     | Bez zmian | 15     |
| 4           | 44 | Lewis Hamilton   | Mercedes                        | 78   | +39,062      | 5     | 1         | 12+1   |
| 5           | 63 | George Russell   | Mercedes                        | 78   | +56,284      | 8     | 3         | 10     |
| 6           | 16 | Charles Leclerc  | Ferrari                         | 78   | +1:01,890    | 6     | Bez zmian | 8      |
| 7           | 10 | Pierre Gasly     | Alpine-Renault                  | 78   | +1:02,362    | 7     | Bez zmian | 6      |
| 8           | 55 | Carlos Sainz Jr. | Ferrari                         | 78   | +1:03,391    | 4     | 4         | 4      |
| 9           | 4  | Lando Norris     | McLaren-Mercedes                | 77   | +1 okrążenie | 10    | 1         | 2      |
| 10          | 81 | Oscar Piastri    | McLaren-Mercedes                | 77   | +1 okrążenie | 11    | 1         | 1      |
| 11          | 77 | Valtteri Bottas  | Alfa Romeo-Ferrari              | 77   | +1 okrążenie | 15    | 4         |        |
| 12          | 21 | Nyck de Vries    | AlphaTauri-Honda Racing F1 RBPT | 77   | +1 okrążenie | 12    | Bez zmian |        |
| 13          | 24 | Zhou Guanyu      | Alfa Romeo-Ferrari              | 77   | +1 okrążenie | 19    | 6         |        |
| 14          | 23 | Alexander Albon  | Williams-Mercedes               | 77   | +1 okrążenie | 13    | 1         |        |
| 15          | 22 | Yūki Tsunoda     | AlphaTauri-Honda RBPT           | 76   | +2 okrążenia | 9     | 6         |        |
| 16          | 11 | Sergio Pérez     | Red Bull Racing-Honda RBPT      | 76   | +2 okrążenia | 20    | 4         |        |
| 17          | 27 | Nico Hülkenberg  | Haas-Ferrari                    | 76   | +2 okrążenia | 18    | 1         |        |
| 18          | 2  | Logan Sargeant   | Williams-Mercedes               | 76   | +2 okrążenia | 16    | 2         |        |
| 19          | 20 | Kevin Magnussen  | Haas-Ferrari                    | 70   | NU (wypadek) | 17    | 2         |        |
| NS          | 18 | Lance Stroll     | Aston Martin Aramco-Mercedes    | 53   | NU (wypadek) | 14    |           |        |
| Źródło: FIA |    |                  |                                 |      |              |       |           |        |

Uwagi
1. ↑  Dodatkowy 1 punkt jest przyznawany kierowcy, który ustanowił najszybsze okrążenie w wyścigu, pod warunkiem, że ukończył wyścig w pierwszej 10.
2. ↑  George Russell otrzymał karę 5 sekund za niebezpieczny powrót na tor. Kara nie wpłynęła na jego pozycję końcową[9].
3. ↑  Nico Hülkenberg ukończył wyścig na 16. miejscu, ale otrzymał karę 10 sekund za nieprawidłowe odbycie kary w podczas pit stopu[10].
4. ↑  Logan Sargeant otrzymał karę 5 sekund za przekroczenie prędkości w alei serwisowej. Kara nie wpłynęła na jego pozycję końcową[11].
5. ↑  Kevin Magnussen został sklasyfikowany, ponieważ przejechał więcej niż 90% dystansu wyścigu.

### Najszybsze okrążenie
| Nr          | Kierowca       | Konstruktor | Czas     | Okr. |
| ----------- | -------------- | ----------- | -------- | ---- |
| 44          | Lewis Hamilton | Mercedes    | 1:15,650 | 33   |
| Źródło: FIA |                |             |          |      |

### Prowadzenie w wyścigu
| Nr                              | Kierowca       | Konstruktor     | Okrążenia | Suma |
| ------------------------------- | -------------- | --------------- | --------- | ---- |
| 1                               | Max Verstappen | Red Bull Racing | 1–78      | 78   |
| \| Wykres \| \| ------ \| \| \| |                |                 |           |      |
| Źródło: FIA                     |                |                 |           |      |
| Wykres                          |                |                 |           |      |
|                                 |                |                 |           |      |

## Klasyfikacja po wyścigu

### Kierowcy
| P           | +/−       | Kierowca         | Zgł. | Punkty | P1 | P2 | P3 | PP | NO | NS | NU |
| ----------- | --------- | ---------------- | ---- | ------ | -- | -- | -- | -- | -- | -- | -- |
| 1           | Bez zmian | Max Verstappen   | 6    | 144    | 4  | 2  | –  | 3  | 2  | –  | –  |
| 2           | Bez zmian | Sergio Pérez     | 6    | 105    | 2  | 2  | –  | 2  | 1  | –  | –  |
| 3           | Bez zmian | Fernando Alonso  | 6    | 93     | –  | 1  | 4  | –  | –  | –  | –  |
| 4           | Bez zmian | Lewis Hamilton   | 6    | 69     | –  | 1  | –  | –  | 1  | –  | –  |
| 5           | 1         | George Russell   | 6    | 50     | –  | –  | –  | –  | 1  | 1  | 1  |
| 6           | 1         | Carlos Sainz Jr. | 6    | 48     | –  | –  | –  | –  | –  | –  | –  |
| 7           | Bez zmian | Charles Leclerc  | 6    | 42     | –  | –  | 1  | 1  | –  | 2  | 2  |
| 8           | Bez zmian | Lance Stroll     | 6    | 27     | –  | –  | –  | –  | –  | 2  | 2  |
| 9           | 3         | Esteban Ocon     | 6    | 21     | –  | –  | 1  | –  | –  | 1  | 2  |
| 10          | Bez zmian | Pierre Gasly     | 6    | 14     | –  | –  | –  | –  | –  | –  | 1  |
| 11          | 2         | Lando Norris     | 6    | 12     | –  | –  | –  | –  | –  | –  | –  |
| 12          | 1         | Nico Hülkenberg  | 6    | 6      | –  | –  | –  | –  | –  | –  | –  |
| 13          | 1         | Oscar Piastri    | 6    | 5      | –  | –  | –  | –  | –  | 1  | 1  |
| 14          | 1         | Valtteri Bottas  | 6    | 4      | –  | –  | –  | –  | –  | –  | –  |
| 15          | Bez zmian | Zhou Guanyu      | 6    | 2      | –  | –  | –  | –  | 1  | 1  | 1  |
| 16          | Bez zmian | Yūki Tsunoda     | 6    | 2      | –  | –  | –  | –  | –  | –  | –  |
| 17          | Bez zmian | Kevin Magnussen  | 6    | 2      | –  | –  | –  | –  | –  | –  | 2  |
| 18          | Bez zmian | Alexander Albon  | 6    | 1      | –  | –  | –  | –  | –  | 2  | 2  |
| 19          | 1         | Nyck de Vries    | 6    | 0      | –  | –  | –  | –  | –  | 1  | 2  |
| 20          | 1         | Logan Sargeant   | 6    | 0      | –  | –  | –  | –  | –  | –  | 1  |
| Źródło: FIA |           |                  |      |        |    |    |    |    |    |    |    |

### Konstruktorzy
| P           | +/−       | Konstruktor                  | Zgł. | Punkty | P1 | P2 | P3 | PP | NO | NS | NU |
| ----------- | --------- | ---------------------------- | ---- | ------ | -- | -- | -- | -- | -- | -- | -- |
| 1           | Bez zmian | Red Bull Racing-Honda RBPT   | 12   | 249    | 6  | 4  | –  | 5  | 3  | –  | –  |
| 2           | Bez zmian | Aston Martin Aramco-Mercedes | 12   | 120    | –  | 1  | 4  | –  | –  | 2  | 2  |
| 3           | Bez zmian | Mercedes                     | 12   | 119    | –  | 1  | –  | –  | 2  | 1  | 1  |
| 4           | Bez zmian | Ferrari                      | 12   | 90     | –  | –  | 1  | 1  | –  | 2  | 2  |
| 5           | 1         | Alpine-Renault               | 12   | 35     | –  | –  | 1  | –  | –  | 1  | 3  |
| 6           | 1         | McLaren-Mercedes             | 12   | 17     | –  | –  | –  | –  | –  | 1  | 1  |
| 7           | Bez zmian | Haas-Ferrari                 | 12   | 8      | –  | –  | –  | –  | –  | –  | 2  |
| 8           | Bez zmian | Alfa Romeo-Ferrari           | 12   | 6      | –  | –  | –  | –  | 1  | 1  | 1  |
| 9           | Bez zmian | AlphaTauri-Honda RBPT        | 12   | 2      | –  | –  | –  | –  | –  | 1  | 2  |
| 10          | Bez zmian | Williams-Mercedes            | 12   | 1      | –  | –  | –  | –  | –  | 2  | 3  |
| Źródło: FIA |           |                              |      |        |    |    |    |    |    |    |    |